# Northwest Stadium
Das Northwest Stadium ist ein American-Football-Stadion im Washingtoner Vorort Landover im US-amerikanischen Bundesstaat Maryland. Es ist die Heimspielstätte der Washington Commanders aus der National Football League (NFL).

## Geschichte
Bis 1999 trug die 1997 errichtete Anlage den Namen Jack Kent Cooke Stadium, nach dem früheren Besitzer der damaligen Redskins. Zeitweise war das Northwest Stadium mit 91.704 Sitzplätzen nach dem AT&T Stadium der Dallas Cowboys, welches auf über 100.000 Plätze erweitert werden kann, die zweitgrößte Spielstätte der NFL. 2021 wurde die Sitzplatzkapazität auf 58.000 reduziert. Jährlich brachte der von 1999 bis 2025 laufende Sponsorvertrag mit dem Logistikunternehmen FedEx dem Franchise 7,6 Mio. US-Dollar. Im Rahmen der Übernahme der Commanders durch neue Eigentümer 2023 erhielten diese das Recht, den Sponsorvertrag 2024 vorzeitig zu beenden. Ende Februar 2024 erhielt das Stadion nach 25 Jahren den Namen Commanders Field, bis ein neuer Sponsor gefunden ist. Am 27. August 2024 wurde die Northwest Federal Credit Union als neuer Sponsor bekanntgegeben.
Die Sportarena war einer der acht Austragungsorte der Fußball-Weltmeisterschaft der Frauen 1999. Sie war auch Spielort des Saisonvorbereitungsturniers International Champions Cup in den Jahren 2014, 2015, 2017, 2018 und 2019. Auch fanden Fußballländerspiele der US-amerikanischen und der salvadorianischen Fußballnationalmannschaft im Stadion in Landover statt. Am 30. Mai 2012 verlor die US-Mannschaft gegen Brasilien mit 1:4. Die Spanier bezwangen am 7. Juni 2014 El Salvador mit 2:0. Die Salvadorianer unterlagen am 28. März 2015 gegen Argentinien mit 0:2. Das Northwest Stadium stand auf der Liste der möglichen Stadien der Fußball-Weltmeisterschaft 2026, wurde aber schließlich nicht berücksichtigt.